# إدوارد لوكاس وايت
إدوارد لوكاس وايت (بالإنجليزية: Edward Lucas White)‏ (11 مايو 1866، برغن في النرويج - 30 مارس 1934، بالتيمور في الولايات المتحدة)؛ شاعر، مؤرخ وروائي أمريكي.